# 入善町立入善中学校
入善町立入善中学校（にゅうぜんちょうりつ にゅうぜんちゅうがっこう）は、富山県下新川郡入善町にある公立中学校。

## 沿革
旧・入善中学校
個別に出典が提示された箇所を除いた出典→
- 1947年
  - 4月1日 - 入善第一中学校認可（横山、椚山、入善3ヶ町組合立）[2]
  - 4月22日 - 開校式、入学式、入善小を仮校舎とし横山、椚山に分室を置いた。
  - 11月13日 - 入善中学校と改称
- 1949年
  - 1月26日 - 校舎竣工
  - 12月 - 講堂落成[2]。
  - 12月16日 - 校歌の制定
- 1952年11月 - 本館竣工[3]。
- 1953年10月1日 - 町村合併により入善町立入善中学校と改称
- 1954年3月18日 - 校旗の樹立
- 1957年11月 - ステージ改築[4]
- 1960年2月 - 技術工作室竣工[4]。
- 1961年
  - 4月 - 特殊学級開設。
  - 12月9日 - 鉄鋼校舎（9教室）第一期工事竣工
- 1962年12月5日 - 鉄鋼校舎（9教室）第二期工事竣工
- 1970年7月4日 - グラウンド整備
- 1979年7月23日 - 増築工事の起工式[5]
- 1980年3月20日 - 管理棟・特別教室・体育館等竣工（正式な完成は同年5月21日[6]）
- 1984年11月24日 - 富山県よい歯のモデル校表彰
- 1989年7月28日 - グランド夜間照明施設設置[要出典]
- 1990年11月13日 - グランド改修、スタンド増設[要出典]
- 1993年8月31日 - 大規模改造完了
- 1997年
  - 8月18日 - 情報処理室にコンピュータ40台配置
  - 11月15日 - 創立50周年記念式典・記念祝賀会・学園祭
- 2002年 - 2004年 - 「学力向上フロンティアスクール」指定（文部科学省委嘱）
- 2004年7月26日 - グランド改修工事[要出典]
- 2005年11月 - AED（自動体外式除細動器）導入[要出典]
- 2007年11月15日 - 体育館、北館耐震改修工事完了
- 2008年7月 - 11月 - 管理棟大規模改造工事

舟見中学校
個別に出典が提示された箇所を除いた出典→
- 1947年
  - 4月1日 - 舟見町、野中村、愛本村の 3 町村で「舟見町外二ケ村学校組合立藤保中学校」が創校発足（校下は舟見、野中、愛本、山崎村の一部[2]）。
  - 4月28日 - 「舟見町外二ケ村学校組合立舟見中学校」に改称。舟見小学校に本校を、野中小学校、愛本小学校に分校を置く。
- 1948年
  - 1月9日 - 音沢分校が開校。
  - 10月14日 - 校舎第1期工事竣工。
- 1949年9月1日 - 山崎地区組合加入により「舟見町外三ケ村学校組合立舟見中学校」に改称。
- 1950年3月 - 校舎第2期工事竣工[2]。
- 1959年
  - 3月27日 - 「入善町外二町学校組合立舟見中学校」発足[8]
  - 4月1日 - 町村合併により「入善町外二町学校組合立舟見中学校」に改称。
- 1960年9月 - 校舎第3期工事竣工[4]。
- 1976年4月1日 - 愛本地区分離により「舟見中学校組合立舟見中学校」に改称。
- 2001年4月1日 - 舟見中学校組合解散により「入善町立舟見中学校」に改称。
- 2010年3月31日 - 閉校（同年3月13日に閉校式）。

現・入善中学校
個別に出典が提示された箇所を除いた出典→
- 2010年
  - 4月1日 - 入善中学校と舟見中学校が統合し、新生入善中学校誕生
  - 11月16日 - 太陽光発電設備完成
- 2015年8月 - 普通教室、音楽室にエアコン設置

## 周辺
- 国道8号
- あいの風とやま鉄道線 入善駅（本校から約1km）